# كوكي إيكيدا
كوكي إيكيدا (باليابانية: 池田向希) هو منافس ألعاب قوى ياباني، ولد في 3 مايو 1998.

## وصلات خارجية
- كوكي إيكيدا على موقع الاتحاد الدولي لألعاب القوى (الإنجليزية)
- كوكي إيكيدا على موقع الرابطة اليابانية لاتحادات ألعاب القوى (اليابانية)
- كوكي إيكيدا على موقع اللجنة الأولمبية الدولية (الإنجليزية)
- كوكي إيكيدا على موقع أوليمبيديا (الإنجليزية)